# Билино
Би́лино (рос. Былино) — присілок у складі Нижньовартовського району Ханти-Мансійського автономного округу Тюменської області, Росія. Знаходиться на міжселенній території.
Населення — 46 осіб (2010, 50 у 2002).
Національний склад станом на 2002 рік: росіяни — 76 %.